# CQ DL
Die CQ DL (aus „CQ“, dem Homonym für seek you „suche dich“, und „DL“, einem ITU-Präfix der Internationalen Fernmeldeunion (ITU) für Deutschland) ist eine Monatszeitschrift, die sich Themen des Amateurfunks sowie Angelegenheiten des Deutschen Amateur-Radio-Clubs e. V. (DARC) widmet. Herausgegeben wird sie vom DARC selbst.
Jedes (Gast-)Mitglied erhält ein kostenloses Abonnement. Publiziert werden neben Neuigkeiten im Bereich des Amateurfunks auch Testberichte und Bauanleitungen vor allem zu Antennen und Zusatzgeräten. Des Weiteren gibt es Artikel über theoretische Bereiche des Amateurfunks, also auch funkbetriebliche Anleitungen und Themen naheliegender Rubriken, unter anderem der Computertechnik.
Nahezu alle Artikel der Rubriken Geräte(test), Technikforum, Funkbetrieb sowie Pile-Up und AJW (Ausbildung, Jugendprojekte und Weiterbildung) werden nach dem Motto Von Funkamateuren für Funkamateure von Mitgliedern des DARC (Privatpersonen) eingereicht. Diese und weitere von Mitgliedsbeiträgen dominierte Rubriken machen den Großteil des Heftinhaltes aus. Die Druckauflage der Zeitschrift beträgt 34.500 Exemplare, die verbreitete Auflage 34.000 Exemplare.
Die Zeitschrift ist seit 2013 für DARC-Mitglieder auch digital verfügbar.

## Geschichte
Vorgänger der CQ DL war die Zeitschrift CQ, die am 1. Mai 1927 erstmals erschien. Sie war die Publikation des am 20. März 1926 gegründeten Deutschen Sendediensts (DSD), der genau ein Jahr später in Deutscher Amateur-Sende- und Empfangsdienst (DASD) umbenannt wurde. Er war Teil des Deutschen Funktechnischen Verbandes (DFTV), des ersten Dachverbands für Amateurfunk in Deutschland.
Die CQ erschien in den Ausgaben 1/27 bis 7/28 jeweils als eigenständige Zeitschrift. Ab der Ausgabe 8/28 war sie regelmäßiger und nun mehr oder weniger eigenständiger Teil der Zeitschrift Funk-Bastler, die vom DFTV herausgegeben wurde.
Direkt nach dem Zweiten Weltkrieg wurden zwei Zeitschriften gegründet: Die QRV Amateur Radio (Herausgeber war der Körner-Verlag) sowie als Wiedergründung, die Zeitschrift CQ als Publikation des DARC. Mit der Gründung eines Gesamt-DARC – bis September 1950 hatte es in den einzelnen Besatzungszonen voneinander unabhängige DARC-Vereinigungen gegeben – wurden die beiden Amateurfunkzeitschriften QRV Amateur Radio und CQ zu einem gemeinsamen Blatt, unter der neuen Bezeichnung Das DL-QTC miteinander verschmolzen.
Das DL-QTC erschien in dieser Form bis 1971. Danach trennten sich die Wege erneut und der DARC gab nun seine Amateurfunkzeitschrift unter dem Namen cq-DL heraus – die seit 1972 erscheint – bis heute unter dem leicht geänderten Titel CQ DL.